# Zegar cyfrowy

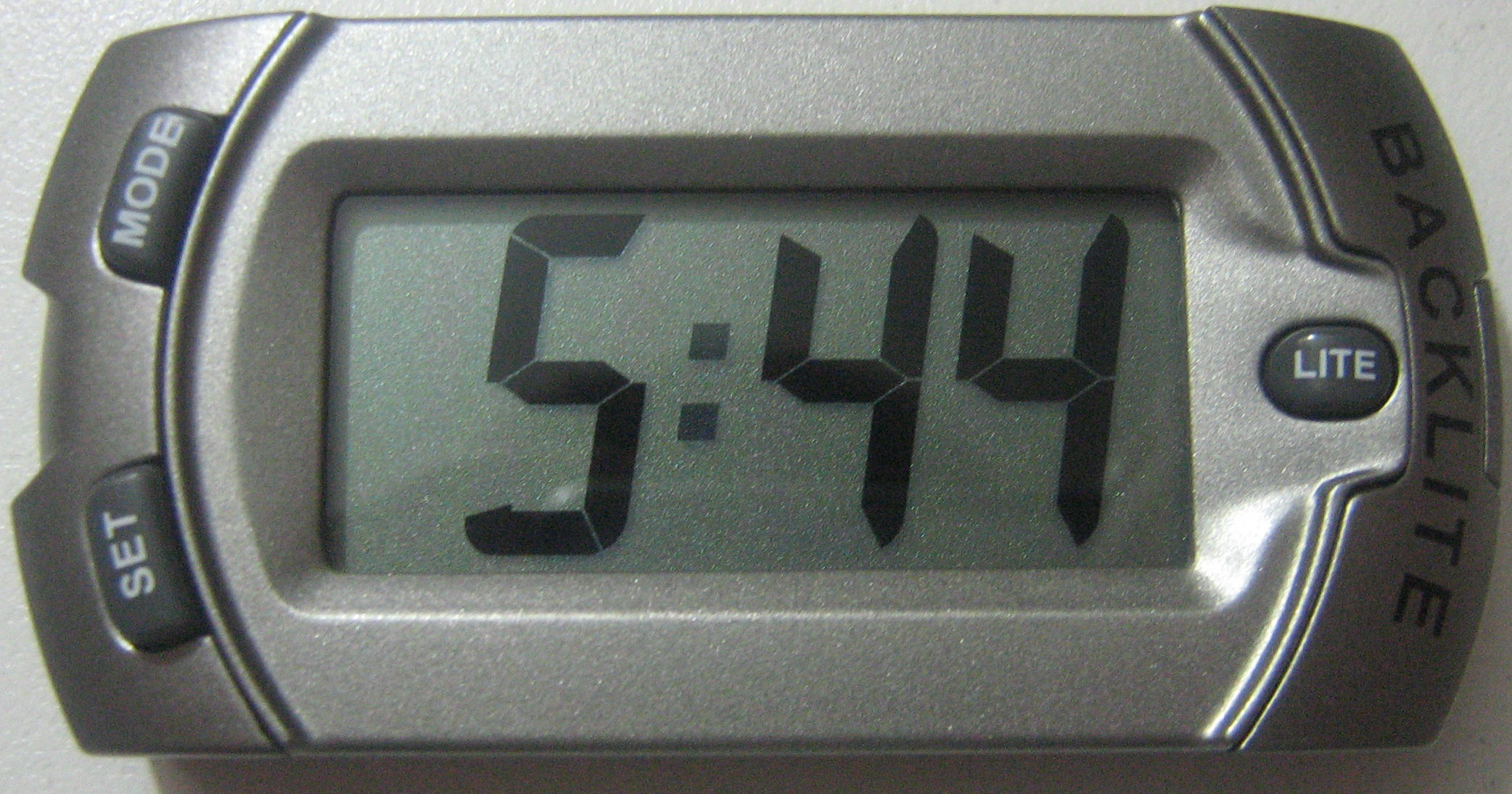
Elektroniczny zegar cyfrowy LCD

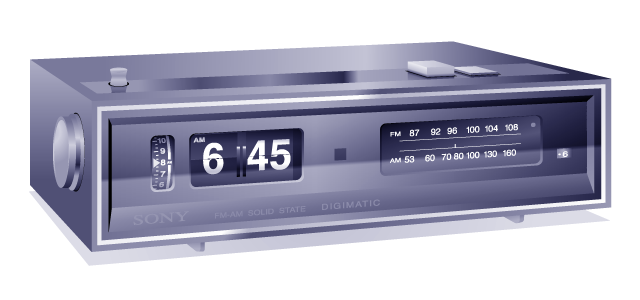
Radiobudzik z zegarem klapkowym

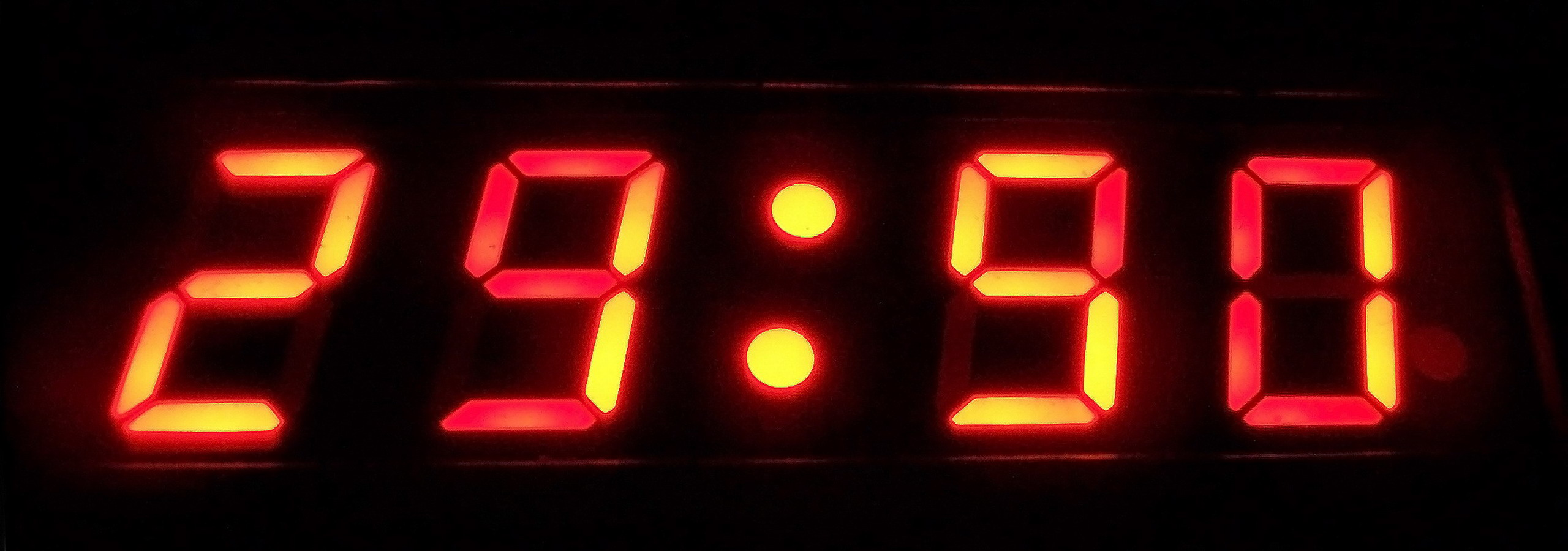
Elektroniczny zegar z diodowym wyświetlaczem siedmiosegmentowym

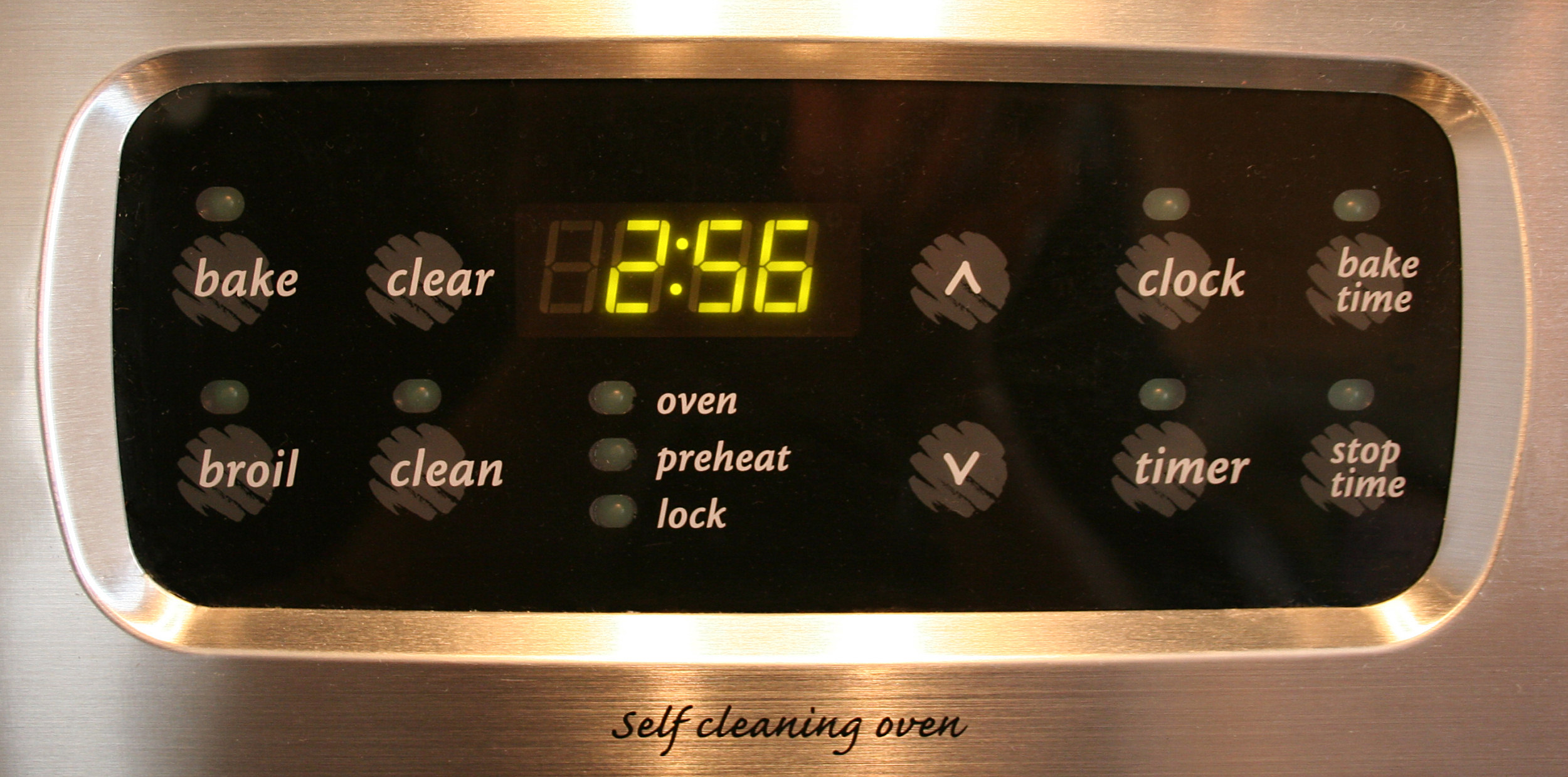
Panel sterowniczy piekarnika z zegarem

Zegar cyfrowy – zegar (zegarek) prezentujący czas w sposób cyfrowy w przeciwieństwie do zegarów analogowych, w których czas wskazują wskazówki.
Zegary cyfrowe są często kojarzone z zegarami elektronicznymi, ale określenie „cyfrowy” odnosi się tylko do sposobu prezentacji czasu w postaci liczb prezentowanych cyframi, a nie do mechanizmu napędu.

## Historia
Choć obecne zegary cyfrowe to niemal wyłącznie zegary elektroniczne z wyświetlaczami ciekłokrystalicznymi lub LED, to zegary prezentujące czas w formie cyfr były już znane w XIX w. Za pierwszy zegar cyfrowy uważa się mechaniczny zegar skonstruowany we Francji około w 1830 r. dla króla Francji. Seryjna produkcja kieszonkowych zegarków cyfrowych rozpoczęła się około 1890 r.
W 1902 i 1903 roku Eugen L. Fitch uzyskał patenty na kilka koncepcji zegarów prezentujących czas w postaci napisów na płytkach, ten typ zegarów określany jest jako zegary klapkowe. Mechanizm prezentacji minut zawierał 60 płytek umocowanych na obracającym się wale. W miarę obrotu kolejne płytki przeskakiwały przez zaczep stając się widoczne. Zegary tego typu produkowano od 1904 roku w USA. Mechanizm nie był opatentowany poza USA, przez co firmy w Europie kopiowały to rozwiązanie.
W 1968 r. Sony wprowadza na rynek pierwszy na świecie radiobudzik „Digital 24.” z zegarem klapkowym. Mechanizmy tych zegarów wykorzystywały niewielki elektryczny silnik synchroniczny, który napędzał mechanizm, jak i synchronizował szybkość chodu zegara z częstotliwością napięcia w sieci elektrycznej. W 1972 roku Sony wprowadziło radiobudzik z wyświetlaczem diodowym. Radiobudziki z zegarami klapkowymi i LCD zyskały dużą popularność w latach 70. XX w. i następnych.

## Wyświetlacze
Do wyświetlania czasu większość zegarów elektronicznych używa wyświetlaczy siedmiosegmetowych lub odpowiadających im układom. Układy realizowano w różnych technologiach VFD, LED,  lub wyświetlaczy LCD. Kropki wyświetlaczy siedmiosegmentowych oraz dodatkowe inne elementy, prezentują inne informacje, na przykład ustawienie alarmu.

## Ustawienia
Zasilane z sieci energetycznej zegary elektryczne i elektroniczne, a stosowane dawniej także takie w których regulatorem chodu była częstotliwość sieci, po odłączeniu od zasilania przestają funkcjonować i tracą synchronizację z czasem. Zegary takie wymagają ustawienia czasu, za każdym razem, gdy nastąpi odłączenie od sieci. By zapobiec temu zegary sieciowe wyposaża się w zasilany bateryjnie zegar czasu rzeczywistego wykorzystywany do synchronizacji czasu, stosuje się synchronizację z zegarem internetowym lub radiową siecią czasu np. DCF77.